# Giovanni Faccenda
Giovanni Faccenda (Castiglioncello, 17 febbraio 1907 – 16 giugno 2000) è stato un calciatore italiano, di ruolo attaccante.

## Carriera
Ha disputato con la maglia del Livorno il campionato di Serie A 1930-1931, secondo a girone unico, totalizzando complessivamente 17 presenze e 3 reti, tutte realizzate nella stessa partita (vittoria interna per 5-0 sul Casale del 14 dicembre 1930).
In seguito ha proseguito la carriera in formazioni delle serie minori.

## Palmarès

### Club

#### Competizioni nazionali
- Serie C: 1

Sanremese: 1936-1937